# 我的裘可妹妹
《我的裘可妹妹》，是由雜破業擔任原作、竹内櫻作畫的日本漫畫作品，在白泉社青年漫畫雜誌《YOUNG ANIMAL》連載，單行本全8卷。其後被動畫化，2006年7月至12月電視動畫開始播放。
作品主要取景地區在東武練馬車站（東京都板橋區德丸）至江古田車站（東京都練馬區旭丘）之間。

## 故事簡介
聖誕節早上，大學生川越春馬收到聖誕老人「大姐」送來的聖誕禮物，卻沒想到禮物是一個少女。後來春馬想起小時候曾經向聖誕老人許願要一個「妹妹」。他為這女孩取名為「裘可」，開始兩個人的共同生活。

## 登場人物
※配音員：電視動畫／廣播劇CD

### 山茶花莊的居民
川越春馬（聲：平川大輔、仙台惠理（童年）／阪口大助）
故事的主人公。是個平凡的大學生。偷偷喜歡着花店的綾乃。幼年時因為母親流產而不能再生育，所以就成了獨生子，一直希望聖誕老人能送給他一個妹妹。没想到圣诞姐姐真的给了他一个妹妹，喜欢这个从天而降的妹妹，总是护着她。在惊喜的同时也被搞得手足无措，对别人谎称是乡下的妹妹来了。为了自己和妹妹的生活费，只好增加打工的工作量。
裘可（聲：齋藤桃子／野中藍）
本作的女主角。在聖誕節早上被聖誕老人「姐姐」送給春馬的「妹妹」。個性天然呆和熱心。當遇到自己不懂的事物時會查看自己隨身帶的小冊子《安裘可》（「安直」的音變，意為簡易便攜資料書），故被川越春馬起名為裘可（日語「小冊子」與「裘可」近音）自稱「哥哥的妹妹」。
曾經照顧過在運送途中因交通事故脫逃，然後被安置在廢棄倉庫裡面的黑豹。然而在大學文化祭當日因為春馬要應付突然來訪的表姊而無心說出「那個人（裘可）我不認識」那句話的時候，其自身存在就突然人間蒸發，然後包含春馬在內的所有人與其相關的記憶多數被抹消。但春馬回忆起了妹妹的存在，裘可又再次回到大家的身边。
芹川千歲（聲：水橋香織／折笠富美子）
山茶花莊新來的管理員，是房東太太的孫女。带着一副眼镜，中学时被男生说是丑女而产生严重的自卑感，是一个路痴，由于迷路又丢了钥匙而和裘可相识。和春馬第一次见面时被對方夸长得漂亮而对春馬一見鍾情，因此对裘可和春馬兩人特别照顾。有點冒失，卻是一个稳重的人。
擅长料理。外表普通，身材卻很好，胸部丰满。有時會被喝醉的足來真琴捉弄，也亦為他的一些看似不檢點的生活而感到困擾。
足來真琴（聲：森永理科／豐口惠）
春馬的鄰居。實際上是超級名模音神亞里沙，但在平時完全沒人能認出來。時常告訴天然呆的裘可錯誤信息，引發了不少鬧劇。
在山茶花莊偶而生活會表現得很豪放，生活毫无规律，总是不修边幅，而且喜欢喝酒，還有很多奇怪的癖好，讓住戶以及新來的管理員很头疼。却像一个知心大姐姐一样照顾着裘可和千岁，能敏锐地察觉到她们内心的想法并给出建议。
安岡匡司（聲：望月健一／無）
山茶莊的房客之一，暱稱「安岡叔叔」。以前的職業是刑警且有一名妻子，目前失業中，在山茶花莊裏面沒什麼存在感。
動畫版中妻子（聲：水澤史繪）有登場，完結篇是否有找到工作未明；漫畫版於故事中的年底有找到工作。

### 山茶花莊外的人們
園崎綾乃（聲：大原沙耶香／無）
春馬暗戀的花店店主。
在與從事插畫家工作的未婚夫婚約將近破局時，受到了春馬的鼓勵，並決定結婚。
石田驅（聲：小林由美子／）
負責鄰近澡堂的「石乃湯」櫃檯管理的小孩，在家中排行最末（上面有三名姊姊），14歲的國中生。
偶然幫助從樹上掉下來的裘可後，和裘可成為朋友。
雖然對裘可有好感，但只被裘可當作朋友看待。
華山田由理香（聲：釘宮理惠／無）
裘可的朋友，家境富裕的大小姐。11歲，就讀小學五年級。
目前正暗戀著石田驅，偶而會因為被裘可無意的干預而忿忿不平。
蓮木秀子（聲：植田佳奈／無）
在華山田家工作的女僕，負責照顧由理香的生活起居。
丸茂珠美（聲：松岡由貴／同左）
春馬的學姐，總是瞇著眼睛，自稱「打工大學生」。
經常會用一些奇奇怪怪的名義與半強迫地要求春馬來幫她負責不喜歡的兼職和特別活動。

### 其他
音神亞里沙
足來真琴的藝名。
小田原繪里子（聲：齋藤千和／無）
新秀偶像，在電視節目跳喵喵舞，音神亞里沙的忠實擁躉。
在平常沒有通告的時候走出外面時會易容。
碧（聲：小山裕香／無）
動畫原創人物。
在澡堂內偶然遇到第一次來澡堂的裘可，對於注重澡堂規矩的部分相當認真。

## 出版書籍

### 漫畫
| 集數 | 白泉社         | 白泉社                 | 長鴻出版社     | 長鴻出版社           |
| 集數 | 發售日期       | ISBN                   | 發售日期       | EAN                  |
| ---- | -------------- | ---------------------- | -------------- | -------------------- |
| 1    | 2003年12月19日 | ISBN 978-4-592-13893-8 | 2005年6月21日  | EAN 471-0765-20326-9 |
| 2    | 2004年6月29日  | ISBN 978-4-592-13894-5 | 2006年6月27日  | EAN 471-0765-20326-9 |
| 3    | 2004年12月20日 | ISBN 978-4-592-13895-2 | 2006年5月11日  | EAN 471-0765-20436-5 |
| 4    | 2005年6月29日  | ISBN 978-4-592-13896-9 | 2006年8月14日  | EAN 471-0765-20589-8 |
| 5    | 2006年2月28日  | ISBN 978-4-592-13897-6 | 2007年7月19日  | EAN 471-0765-21523-1 |
| 6    | 2006年6月29日  | ISBN 978-4-592-14346-8 | 2007年8月24日  | EAN 471-0765-16158-3 |
| 7    | 2006年11月29日 | ISBN 978-4-592-14347-5 | 2008年11月15日 | EAN 471-2805-82851-7 |
| 8    | 2007年4月27日  | ISBN 978-4-592-14348-2 | 2008年11月20日 | EAN 471-2805-82870-8 |

### 小說
- ちょこッとSister〜Four Seasons〜（MF文庫J）
  - 著者：雜破業／插圖：北野幸廣、南方純。

2006年6月23日發售、ISBN 4-8401-1557-5

## 電視動畫
2006年7月至12月於獨立UHF局及Kids Station播出。全24集。

### 製作人員
- 原作：雜破業（原作）、竹内櫻（作画）
- 監督：黒田やすひろ
- 監修：井出安軌
- 系列構成、腳本：雜破業
- 角色設計・總作畫監督：北野幸廣
- 美術監督：板井理英子
- 色彩設計：滝口佳子
- 攝影監督：山口則和
- 編集：武宮睦
- 音響監督：鶴岡陽太
- 音樂：西田マサラ
- 製作人：久保田博、浅香敏明、川村仁、里見哲朗
- 企劃製作：高江勇次
- 動畫製作：NOMAD
- 製作：我的裘可妹妹製作委員會（Media Factory、SHOWGATE、白泉社）

### 主題曲
片頭曲「DokiDoki! My Sister Soul」
作詞：小笠原朋美
作曲：TO-WEST
編曲：Rockmore・Keiichi Nozaki
主唱：ハレンチ☆パンチ（80_pan）
片尾曲「ねこにゃんダンス」
作詞：井出安軌
作曲：西田マサラ
編曲：鈴木Daichi秀行
主唱：ハレンチ☆パンチ
- 片尾曲「ねこにゃんダンス」在作品本編中也會用作插入歌使用，而主唱者為齋藤千和。然而，此插入歌版本並未在市場發售。

### 各話列表
| 話數 | 日文標題 | 中文標題             | 分鏡              | 演出             | 作画監督             |
| ---- | -------- | -------------------- | ----------------- | ---------------- | -------------------- |
| 1    |          | 聖誕禮物是一個妹妹？ | 黒田やすひろ      | 日下隼           | 菊池聰延             |
| 2    |          | 第一次的新年         | 小寺勝之          | 松浦錠平         | 武内啓               |
| 3    |          | 管理員小姐來了       | 小寺勝之          | 境橋渡           | 高乘陽子             |
| 4    |          | 黑色情人節           | 栗本宏志          | 西山明樹彦       | 山内尚樹             |
| 5    |          | 出去買胸罩           | 小寺勝之          | 西村博昭         | 大河原晴男 柳伸亮    |
| 6    |          | 清楚明白的澡堂講座   | 新留俊哉          | 内山まな         | 武内啓               |
| 7    |          | 興奮、失望、垂頭喪氣 | 小寺勝之          | 淺野勝也         | 菊池聰延             |
| 8    |          | 冷戰的理由           | 栗本宏志 松澤建一 | 增田誠治         | 田村正文 大田謙治    |
| 9    |          | 戀愛的蓓蕾           | 境橋渡            | 境橋渡           | 高乘陽子             |
| 10   |          | 讓我們去温泉！       | 松澤建一          | ながはまのりひこ | 尾尻進矢             |
| 11   |          | 愛已逝               | 小寺勝之          | 西村博昭         | 大河原晴男 柳伸亮    |
| 12   |          | 暴雨之後             | 小寺勝之          | 佐々木皓一       | 武内啓               |
| 13   |          | 首度登場的由理妹妹   | 新留俊哉          | 西山明樹彦       | 古賀誠 野崎麗子      |
| 14   |          | 喵喵舞和胸罩         | 藤本義孝          | 日下隼           | 大田謙治             |
| 15   |          | 泳池戲水記           | 境橋渡            | 千葉大輔         | 小原充 森川均 山澤實 |
| 16   |          | 興奮心跳的夏日祭典   | 淺野勝也          | 淺野勝也         | 山下祐               |
| 17   |          | 熱鬧的茶會           | 小寺勝之          | 中村近世         | 武内啓               |
| 18   |          | 讓我們一起跳喵之舞   | 菊池聰延          | 菊池聰延         | 菊池聰延             |
| 19   |          | 偶像的憂鬱           | 小寺勝之          | 西山明樹彦       | 山内尚樹             |
| 20   |          | 我的小貓咪           | 日下隼            | 日下隼           | 尾尻進矢             |
| 21   |          | 讓我們去遊樂場！     | 境橋渡            | 千葉大輔         | 石川雅一             |
| 22   |          | 第一次侍奉主人       | 小寺勝之          | migmi            | 野崎麗子             |
| 23   |          | 願望                 | 小寺勝之          | 西村博昭         | 羽生貴之             |
| 24   |          | 聖誕快樂             | 新留俊哉          | 西山明樹彦       | 北野幸廣             |

### 播放電視台
日本深夜動畫：下文記載的日本国内播放時間使用日本標準時間（UTC+9）表示。因為部分時間标识會採用30小时制，因此請留意这类超过24:00的时间，其實際播放時間為翌日清晨。
| 播放地區 | 播放電視台   | 播放日期                | 播放時間（UTC+9）            | 所屬聯播網 | 備註              |
| -------- | ------------ | ----------------------- | ---------------------------- | ---------- | ----------------- |
| 兵庫縣   | SUN電視台    | 2006年7月11日－12月19日 | 星期二 24:00 - 24:30         | 獨立UHF局  |                   |
| 千葉縣   | 千葉電視台   | 2006年7月11日－12月19日 | 星期二 25:30 - 26:00         | 獨立UHF局  |                   |
| 埼玉縣   | 埼玉電視台   | 2006年7月11日－12月19日 | 星期二 25:30 - 26:00         | 獨立UHF局  |                   |
| 愛知縣   | 愛知電視台   | 2006年7月11日－12月19日 | 星期二 27:58 - 28:28         | 東京電視網 |                   |
| 神奈川縣 | 神奈川電視台 | 2006年7月12日－12月20日 | 星期三 25:15 - 25:45         | 獨立UHF局  |                   |
| 東京都   | TOKYO MX     | 2006年7月12日－12月20日 | 星期三 25:30 - 26:00         | 獨立UHF局  |                   |
| 日本全國 | Kids Station | 2006年7月13日－12月21日 | 星期四 24:00 - 24:30         | 衛星電視   | 有重播            |
| 台灣     | Animax台灣   | 2009年9月26日－12月12日 | 21:00 - 22:00 （中原標準時） | 有線電視   | 兩集連播 雙語廣播 |

## 外部連結
- ちょこッとSister（ヤングアニマル公式） - 關閉。（2008年12月18日的互聯網檔案館）（日語）
- ちょこッとSister（動畫官方網站） - 關閉。（2007年5月16日的互聯網檔案館）（日語）
- ちょこッとSister（TOKYO MX.電視動畫官方網站） （页面存档备份，存于）（日語）
- 我的裘可妹妹（木棉花國際官方網站） （页面存档备份，存于） （中文）